# 不完全
| ウィキペディアには「不完全」という見出しの百科事典記事はありません（タイトルに「不完全」を含むページの一覧/「不完全」で始まるページの一覧）。 代わりにウィクショナリーのページ「不完全」が役に立つかもしれません。 |